# 帕尔梅鲁
帕尔梅鲁是巴西戈亚斯州的一个市镇。总面积58.997平方公里，总人口2446人，人口密度41.5人/平方公里。